# Евангулова, Ольга Сергеевна
О́льга Серге́евна Евангу́лова (12 сентября 1933, Рыбинск, Ивановская Промышленная область — 23 октября 2016, Москва) — советский и российский историк искусства, педагог. Доктор искусствоведения, профессор кафедры истории отечественного искусства Исторического факультета Московского государственного университета им. М. В. Ломоносова. Специалист в области истории русского искусства XVIII — начала XIX в. Член Диссертационного совета по искусствоведению в МГУ. Лауреат Ломоносовской премии.

## Биография
Родилась в семье скульптора-миниатюриста Сергея Павловича Евангулова. Окончила отделение истории и теории искусства исторического факультета Московского государственного университета имени М. В. Ломоносова. Дипломная работа «Здание Ремесленного заведения Московского Воспитательного дома» защищена в 1956 году под руководством профессора М. А. Ильина (1903—1981).
После окончания МГУ в течение трёх лет работала научным сотрудником Государственного музея архитектуры им. А. В. Щусева.
По завершении обучения в очной аспирантуре МГУ (1959—1962) успешно защитила в 1963 году под руководством профессора А. А. Фёдорова-Давыдова (1900—1969) кандидатскую диссертацию «Дворцово-парковые ансамбли Москвы первой половины XVIII века» (на примере Лефортовского дворца).
С этого периода работала на кафедре истории отечественного искусства исторического факультета МГУ последовательно в должностях ассистента, старшего преподавателя, доцента (1979), с 1992 года — профессора; с 1976 по март 2007 года — заместитель заведующего кафедрой. В 1989 году она защитила докторскую диссертацию «Изобразительное искусство в России первой четверти XVIII века. Проблемы становления художественных принципов Нового времени» (представлена в виде монографии).
С 2010 года — постоянный куратор международной конференции «Актуальные проблемы теории и истории искусства».
Супруга и ближайший сотрудник историка русского искусства И. В. Рязанцева.
Похоронена на Ваганьковском кладбище.

## Научные достижения
Помимо чтения основного курса «История русского искусства XVIII века» руководила семинаром «Русское искусство XVIII — начала XX вв.».
На протяжении ряда лет были прочитаны следующие спецкурсы:
- Историография русского искусства XVIII века;
- Художественные контакты России и Запада в XVIII веке;
- Модели русских портретистов XVIII — начала XIX в.;
- Художественная культура русской усадьбы XVIII—XIX вв.,
- Принципы организации русских дворцово-парковых ансамблей в XVIII веке,
- Основы типологии иконографии и атрибуции произведений русского искусства XVIII века.

Разработала и внедрила оригинальную методику профессиональной ориентации и подготовки будущих специалистов. Через ежегодный спецсеминар «Проблемы русского искусства XVIII века» (с 1965) прошли её многочисленные ученики. Сложившаяся научная школа признана ведущей в данной области. Под ее научным руководством было защищено 14 кандидатских диссертаций, среди её учеников доктора наук и профессора.
Основу научных достижений составляет исследование фундаментальных проблем общеевропейских и специфических черт русской художественной школы XVIII века, где наряду с теоретическими аспектами выявляются ранее неизвестные факты, публикуются архивные материалы, проводятся новые атрибуции.
Принимала участие в различных научных конференциях в крупнейших музеях, университетах и исследовательских институтах, в том числе: Санкт-Петербургском государственном университете, Государственном Эрмитаже, ГМИИ им. А. С. Пушкина, Государственном институте искусствознания и др.

## Премии
В 1995 году за цикл трудов, посвящённых истории русского искусства XVIII века, удостоена Ломоносовской премии I степени.

## Основные сочинения
- Евангулова О. С. К истории здания Ремесленного заведения Воспитательного дома // Памятники культуры. Исследования и реставрация. Вып. 2. — М., 1960.
- Евангулова О. С. Архитектурный ансамбль Лефортова в первой половине XVIII века // Вестник МГУ. 1962. № 5.
- Евангулова О. С. Развитие дворцовых ансамблей Москвы в первой половине XVIII века (Лефортово): автореферат диссертации на соискание ученой степени кандидата искусствоведения / О. С. Евангулова; Гос. ун-т им. М. В. Ломоносова, Ист. фак., Каф. ист. и теории рус. и совет. иск-ва. — М.: Изд-во Моск. ун-та, 1963. — 16, [2] c. — 180 экз.
- Евангулова О. С. Дворцово-парковые ансамбли Москвы первой половины XVIII века / Худож. И. С. Клейнард. — М.: Изд-во Моск. ун-та, 1969. — 144 с. — 4800 экз.
- Евангулова О. С. «Турецкая серия» живописца И. Маттарнови // Русское искусство первой четверти XVIII века: Материалы и исследования / Под ред. Т. В. Алексеевой; Акад. наук СССР, Ин-т истории искусств М-ва культуры СССР. — М.: Наука, 1974. — С. 158—167. — 234, [96] с. — 14 400 экз.
- Евангулова О. С. О некоторых особенностях московской архитектурной школы XVIII в. // Русский город: (Историко-методологический сборник) / Под ред. чл.-корр. АН СССР В. Л. Янина. — М.: Изд-во МГУ, 1976. — Т. 1. — С. 259—269. — 4600 экз.
- Евангулова О. С. Искусство XVIII века // История русского и советского искусства: Учеб. пособие для вузов / Под ред. Д. В. Сарабьянова. — М.: Высшая школа, 1979.
- Евангулова О. С. Светский интерьер Москвы конца XVII—начала XVIII в. // Русский город: (Москва и Подмосковье) / Под ред. чл.-корр. АН СССР В. Л. Янина. — М.: Изд-во МГУ, 1981. — Т. 4. — С. 100—120. — 240 с. — 7000 экз.
- Евангулова О. С. Изобразительное искусство в России первой четверти XVIII в.: Проблемы становления художественных принципов Нового времени. — М.: Изд-во Моск. ун-та, 1987. — 296 с. — 7600 экз.
- Алленов М. М., Евангулова О. С., Лифшиц Л. И. Русское искусство Х – начала XX века: Архитектура, скульптура, живопись, графика. — М.: Искусство, 1989. — 480 с. — 50 000 экз. — ISBN 5-210-00015-X.
- Евангулова О. С. Искусство XVIII века // История русского искусства: Учеб. пособие для вузов / Под ред. Д. В. Сарабьянова. — 2-е изд., перераб. и доп. — М.: Высшая школа, 1989. — 448 с. — ISBN 5-06-001441-X.
- Евангулова О. С., Рязанцев И. В. У Красных ворот (к истории архитектурного ансамбля) // Русский город. Вып. 9. — М.: Изд-во МГУ, 1990. — С. 91—121.
- Евангулова О. С., Карев А. А. Портретная живопись в России второй половины XVIII века. — М.: Изд-во Моск. ун-та, 1994. — 200, [32] с. — ISBN 5-211-02049-9.
- Евангулова О. С. Художественная «Вселенная» русской усадьбы. — М.: Прогресс-Традиция, 2003. — 2000 экз. — ISBN 5-89826-140-0.
- Евангулова О. С. Русское художественное сознание XVIII века и искусство западноевропейских школ. — М.: Памятники исторической мысли, 2007. — 288 с. — 300 экз. — ISBN 978-5-88451-223-8.
- Евангулова О. С. Усадьбы Головкиных в Москве // Петровское время в лицах — 2009: Материалы научной конференции: К 300-летию Полтавской победы (1709—2009) / Ред.: В. В. Мещеряков, И. В. Саверкина, Е. А. Андреева; Государственный Эрмитаж. — СПб.: Изд-во ГЭ, 2009. — С. 129—136. — (Труды Государственного Эрмитажа; 47). — 400 экз. — ISBN 978-5-93572-368-2.